# Лирица (острво)
 Лирица је мало ненасељено острво у хрватском делу Јадранског мора.
Лирица се налази пред западном обалом полуострва Пељешца, на јужном делу залива Жуљана. Површина острва износи 0,022 km². Дужина обалске линије је 0,67 km..
Из поморских карата се види да на западној обали острва се налази светионик, који шаље светлосни сигнал сваких 10 секунди. Домет светионика је 9 mi (14 km).